# Дуга Реса

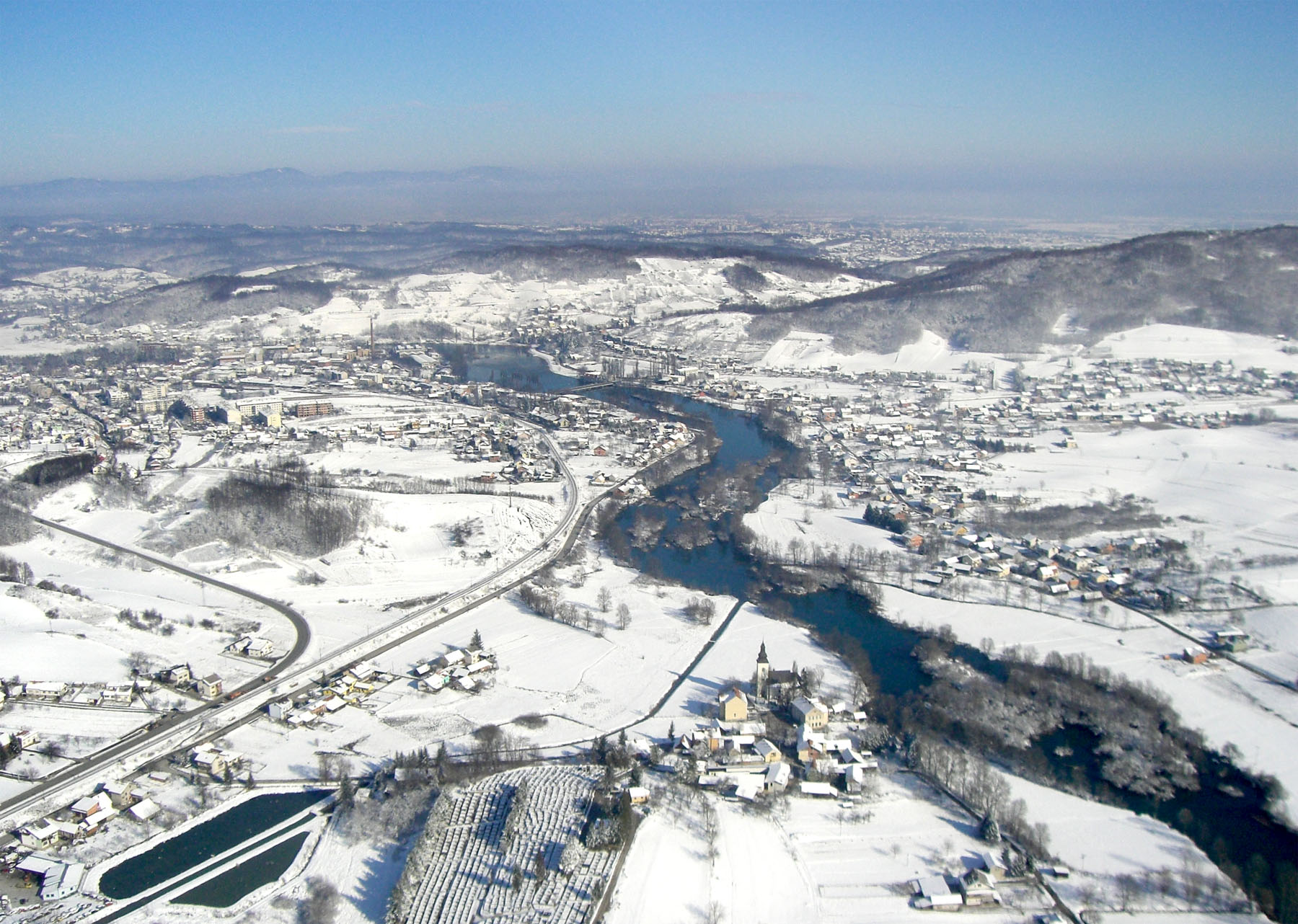
Дуга Реса з околицями в зимовий період. На задньому плані, за пагорбами Віниця і Ґоскова, видно сусіднє місто Карловац

Дуга Реса (хорв. Duga Resa)— містечко в центральній Хорватії, в адміністративному підпорядкуванні Карловацької жупанії. За переписом 2001 р. однойменна громада налічувала 12114 мешканців, 96% з яких назвалися хорватами.

## Історія
Перші згадки про тодішнє село Дуга Реса сягають 1380 року. Є кілька теорій про те, як село дістало свою назву: за однією її пов'язують з народним костюмом містян (пор. укр. ряса як предмет одягу), а за іншою виводять від назви місцевої рослини, яка росте в цьому краї, як на землі, так і у воді (пор. укр. ряска).

## Географія
Місто розташовано на річці Мрежниця біля Карловаца на перехрещенні шляхів до Рієки і Сеня. 
Його географічне положення зумовлює в місті дуже жарке літо та дуже холодну зиму.

## Населення
Населення громади за даними перепису 2011 року становило 11 180 осіб. Населення самого містечка становило 6 011 осіб.
Динаміка чисельності населення громади:
Динаміка чисельності населення містечка:

## Населені пункти
Крім містечка Дуга Реса, до громади також входять:
- Беляйська Виниця
- Белавичі
- Бошт
- Церовацькі Галовичі
- Донє Мрзло Полє-Мрежницько
- Доній Звечай
- Дворянці
- Галович-Село
- Гориця
- Горнє Мрзло Полє-Мрежницько
- Грганиця
- Грщаки
- Козаль-Врх
- Лишниця
- Михалич-Село
- Мрежницьке Полиці
- Мрежницький Бриг
- Мрежницькі Новаки
- Мрежницький Варош
- Мрежницько Дворище
- Ново Брдо Мрежницько
- Печурково Брдо
- Петраково Брдо
- Светий Петар Мрежницький
- Шекетино Брдо
- Венаць-Мрежницький
- Звечай